# Ker-Xavier Roussel
Ker-Xavier Roussel (Lorry-lès-Metz, Lotaringia, 1867. december 10. – L’Étang-la-Ville, Yvelines, 1944. június 5.) francia festő és grafikus, a Nabis csoport tagja.

## Életpályája
Roussel egy jómódú párizsi háziorvos fiaként született. Jó iskolákba járt, már a Condorcet Líceumban számos kiváló osztálytársra és barátra talált, Édouard Vuillard, Maurice Denis a későbbi híres festők és Aurélien Lugné-Poe (1869-1940) a későbbi jeles színész és rendező, kivel egy életre szó barátságot kötött.
Roussel, Vuillard és Denis felsőfokú tanulmányokat folytattak 1888-1890 közt a párizsi École nationale supérieure des Beaux-Arts-ban, ahol Pierre Bonnard is csatlakozott az ő körükhöz. Roussel és Vuillard csatlakozott 1889-ben a Nabis művészeti csoporthoz. 1991-ben a Nabis művészek kiállításán mutatta be Roussel először festményeit a Galerie Le Barc de Boutteville-ben. Festői pályájának kezdeté példaképei közt találjuk Paul Cezanne, Edgar Degas, Pierre-Auguste Renoir és Claude Monet.
1893-ban nősült meg, Annette  lányuk felnőve Jacques Salomon (1885-1965) festő felesége lett. Roussel első litográfiája La Revue Blanche című folyóiratban jelent  meg. 1899-ben elhagyta Párizst és családjával együtt L'Etang-la-Ville-ben telepedett le. Ugyanebben az évben Edouard Vuillard és Pierre Bonnard társaságában Olaszország-ba utazott és együtt járták be a Comói-tó környékét, Velencét és Milánót. 1906-ban Roussel  Maurice Denis-vel tett egy utat a Földközi-tenger partján, Aix-en-Provence-ban felkeresték Paul Cezanne-t, Saint Tropez-ban Paul Signac-ot.

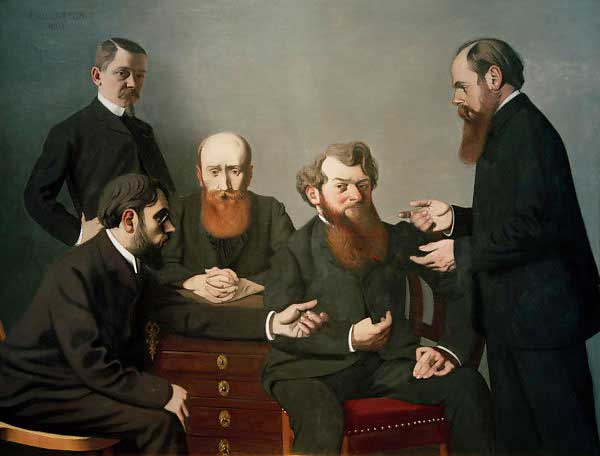
Öt festő (Vallotton, Bonnard, Vuillard, Cottet és Roussel, 1902–03)

A Paul Ranson által 1908-ban alapított Ranson Akadémián tanítottak a Nabis csoport művészei, köztük Roussel, Edouard Vuillard, Paul Sérusier, Aristide Maillol és Félix Vallotton. 1911-1913 közt a Théâtre des Champs-Élysées számára színházi díszleteket készített. Az első világháború idején Svájcban élt, ott a Winterthur Múzeum (Museum Winterthur iparművészeti múzeum) meghatározott lépcsőházi dekorációk készítésével bízta meg, de ez a munka is befejezetlen maradt. Számos műve maradt befejezetlen.
Roussel 1926-ra festményeivel megbecsülést vívott ki, elnyerte a Carnegie-díjat (Carnegie Múzeumok, Pittsburgh, Pennsylvania, Amerikai Egyesült Államok). 1937-ben Roussel újra Párizsban dolgozott Vuillard-ral és Bonnard-ral a Théâtre National de Chaillot számára. 1938-ban Genfben tervezett egy dekorációt a Palais des Nations megbízásából.

## Témái, műfajai
Kedvelt témaköre volt a mitológiai alakokkal benépesített táj, tudatosan törekedett az antik mítoszok felidézésére. Festményei a szimbolizmus és a pointillizmus mesterművei. Grafikai munkái is kiválóak, nagy dekoratőr.